# Rise Up (album Cypress Hill)
Rise Up – ósmy studyjny album tego zespołu Cypress Hill, wydany w 2010 roku, sześć lat po poprzednim (Till Death Do Us Part).

## Lista utworów
1. It Ain’t Nothin (feat. Young Dre)
2. Light It Up
3. Rise Up (feat. Tom Morello)
4. Get It Anyway
5. Pass The Dutch (feat. Evidence and The Alchemist)
6. Bang Bang
7. K.U.S.H.
8. Get 'Em Up
9. Carry Me Away (feat. Mike Shinoda)
10. Trouble Seeker (feat. Daron Malakian)
11. Take My Pain (feat. Everlast (muzyk))
12. I Unlimited
13. Armed And Dangerous
14. Shut ’Em Down (feat. Tom Morello)
15. Armada Latina (feat. Pitbull and Marc Anthony)

## Recenzje
Na podstawie 15 recenzji, album otrzymał notę 56/100 w serwisie Metacritic.